# 林芷安
林芷安（1991年12月27日—），原名林怡君，臺灣女子籃球運動員，場上位置為前鋒，現效力於台電女籃。林芷安來自北市陽明，97學年度HBL球隊收下亞軍，林芷安拿到抄截后，高中畢業後進入臺北市立體育學院就讀，2015年在佛光盃上收穫冠軍賽MVP、得分后、抄截后等殊榮。2018年第13季WSBL結束後林芷安接受手術處理影響多年的髖關節傷勢。

## 外部連結
- 林芷安在Eurobasket.com（球員）（英语）